# Istria (Constanța)
Istria é uma comuna romena localizada no distrito de Constanţa, na região de Dobruja. A comuna possui uma área de 170.63 km² e sua população era de 2641 habitantes segundo o censo de 2007.